# Richard Crenna
Richard Crenna (Los Angeles, Califòrnia, Estats Units, 30 de novembre del 1926 – Los Angeles, 17 de gener del 2003) va ser un actor de cinema estatunidenc. Va tenir una extensa carrera, actuant en pel·lícules com El Iang-tsé en flames, Sola en la foscor, Foc en el cos, Acorralat (i les seves posteriors seqüeles de Rambo com el coronel Samuel Trautman), Hot Shots 2 i The Flamingo Kid.

## Biografia
Va néixer a Los Angeles, Califòrnia, al si d'una família d'immigrants italians de la regió de Toscana. El seu pare era farmacèutic i la seva mare regentava un hotel. Va ser educat en la Belmont High School i en la Universitat del Sud de California.
Va iniciar la seva carrera interpretativa en la ràdio, actuant en els programes My Favorite Husband, Escolta Jamboree, A Date With Judy, The Great Gildersleeve i Our Miss Brooks. Va continuar en el repartiment de l'últim, quan va ser traslladada la seva emissió a la televisió. Després d'Our Miss Brooks, va actuar en un altre programa televisiu, The Real McCoys, protagonitzat per Walter Brennan. A més, Crenna va interpretar el paper principal en la temporada de 1964 de la sèrie Slattery's People.
Va treballar en El Iang-tsé en flames al costat de Steve McQueen.
És mundialment conegut pel seu paper de "coronel Trautman", antic superior de John Rambo, en la trilogia sobre aquest personatge.
Té la seva màxima participació en Rambo III, lluitant braç a braç amb el protagonista del film; en una escena en què l'hi està torturant diu una de les frases més cèlebres de la saga, li pregunten si Rambo es creu Déu en enfrontar-se sol a comandos russos entrenats, a la qual cosa el coronel Trautman li respon que Déu no, perquè ell tindria misericòrdia, i Rambo no.
Té una estrella en el passeig de la Fama de Hollywood, en el 6714 de Hollywood Boulevard.
Va estar casat amb Penni Sweeney, des de l'any 1959 fins a 2003, any en què va morir a causa d'un càncer de pàncrees, a Los Angeles, Califòrnia, als 76 anys. En l'època de la seva mort tenia un paper en la sèrie Judging Amy.
Va tenir dos fills, i un d'ells, Richard Anthony Crenna, és també actor.

## Filmografia
- Red Skies of Montana (1952)
- The Pride of St. Louis (1952)
- It Grows on Trees (1952)
- Over-Exposed (1956)
- The Real McCoys (1957-1963)
- John Goldfarb, Please Come Home (1965)
- El Iang-tsé en flames (The Sand Pebbles) (1966)
- Sola en la fosco (Wait Until Dark) (1967)
- Star! (1968)
- Midas Run (1969)
- Marooned (1969)
- The Deserter (1971)
- Red Sky at Morning (1971)
- L'or de ningú (Catlow) (1971)
- Un Flic (1972)
- The Man Called Noon (1973)
- Jonathan Livingston Seagull (1973)
- Nevada exprés (Breakheart Pass) (1975)
- Devil Dog: The Hound of Hell (1978)
- The Evil (1978)
- A Fire In The Sky (1978)
- Centennial (1978)
- Death Ship (1980)
- Foc en el cos (Body Heat) (1981)
- Acorralat (First Blood) (1982)
- It Takes Two (1982–83)
- Table for Five (1983)
- The Flamingo Kid (1984)
- Terror in the Aisles (1984) (documental)
- The Rape of Richard Beck (1985)
- Rambo 2 (Rambo: First blood part II) (1985)
- Summer Rental (1985)
- Rambo III (1988)
- Leviathan (1989)
- Hot Shots! Part Deux (1993)
- A Pyromaniac's Love Story (1995) (No surt als crèdits)
- Jade  (1995)
- Sabrina (1995)
- 20.000 llegües sota el mar (20,000 Leagues Under the Sea) (1997)
- Wrongfully Accused (1998)
- Judging Amy (1999-2002)
- By Dawn's Early Light (2001)
- Rambo IV (2008) (No surt als crèdits)

## Premis i nominacions

### Premis
- 1985: Primetime Emmy al millor actor en sèrie o especial per The Rape of Richard Beck

### Nominacions
- 1959: Primetime Emmy al millor actor secundari en sèrie còmica per The Real McCoys
- 1965: Primetime Emmy al millor actor en sèrie dramàtica per Slattery's People
- 1966: Primetime Emmy al millor actor en sèrie dramàtica per Slattery's People
- 1985: Globus d'Or al millor actor secundari per The Flamingo Kid
- 1986: Globus d'Or al millor actor en minisèrie o telefilm per The Rape of Richard Beck